# Nordijski klasicizem
Nordijski klasicizem je bil slog v arhitekturi, ki je med letoma 1910 in 1930 za kratek čas zacvetel v nordijskih državah (Švedska, Danska, Norveška in Finska).
Do ponovnega vzpona zanimanja za obdobje v osemdesetih letih 20. stoletja (ki ga je zaznamovalo več znanstvenih študij in javnih razstav) je nordijski klasicizem veljal za zgolj vmesni čas med dvema veliko bolj znanima arhitekturnima gibanjema, nacionalno romantiko ali jugendstil (ki se pogosto obravnavata kot enakovredna oz. vzporedno z  Art nouveau) in funkcionalizmom (tudi modernizmom).

## Zgodovina
Razvoj nordijskega klasicizma ni bil osamljen pojav, temveč je izhajal iz klasičnih tradicij, ki so že obstajale v nordijskih državah, in iz novih idej, ki so se razvijale v nemško govorečih kulturah. Nordijski klasicizem je tako mogoče označiti kot kombinacijo neposrednih in posrednih vplivov ljudske arhitekture (nordijske, italijanske in nemške) in neoklasicizma, pa tudi zgodnjih vzburkov modernizma iz Deutscher Werkbunda – zlasti njihove razstave leta 1914 – in do sredine 1920-ih Esprit Nouveau, ki izhaja iz teorij Le Corbusierja.
Modernistični vpliv je presegel zgolj estetiko: urbanizacija, vezana na sodobne gradbene tehnike in uvajanje regulacije tako v gradnjo kot v urbanistično načrtovanje, poleg tega pa na vzpon družbenih sil, ki je povzročil spremembo politične ideologije v levo, kar ima za posledico nordijsko socialno državo in novi programi za javne stavbe, kot so bolnišnice (npr. bolnišnica Beckomberga v zahodnem Stockholmu (1927–1935) Carla Westmana) in šole (npr. šola Fridhemsplan, Stockholm (1925–27) Georga A. Nilssona ). Čeprav je bil nordijski klasicizem uporabljen za številne pomembne javne stavbe, je bil uporabljen tudi kot model za poceni stanovanja (npr. Puu-Käpylä Garden Town, Helsinki (1920–25) Martti Välikangas) in domačo arhitekturo na splošno (npr. cenovno dostopen občutek za slog za nouveau riche (francosko za 'nove bogate').
Leto 1930 običajno velja za končno točko nordijskega klasicizma, ker je bilo to leto Stockholmske razstave, ki sta jo večinoma oblikovala Gunnar Asplund in Sigurd Lewerentz, ko je bil bolj puristični modernizem razkrit kot model za sodobno družbo. Vendar so ključne stavbe po tem še naprej gradili v klasičnem slogu, zlasti Östbergov pomorski muzej v Stockholmu (1931–34).

## Pomembni arhitekti
Nekateri arhitekti so dosegli vrhunec svoje kariere že ob pojavu nacionalne romantike, vendar so bila njihova zadnja dela v slogu nordijskega klasicizma (npr. Carl Westman), kariera drugih je dosegla vrhunec z nordijskim klasicizmom (npr. Ivar Tengbom in Ragnar Östberg), drugi pa so pozneje dosegli veliko večji pomen kot modernistični arhitekti (npr. Arne Jacobsen, Alvar Aalto in Sven Markelius). Osebnosti, ki sta dosegli največji pomen v obeh obdobjih, pa sta bila švedska arhitekta Gunnar Asplund in Sigurd Lewerentz.
Danska: Kay Fisker, Hack Kampmann, Kaj Gottlob, Ivar Bentsen, Povl Baumann, Poul Holsøe, Edvard Thomsen, Thomas Havning, Holger Jacobsen, Kaare Klint, Arne Jacobsen, Carl Petersen, Aage Rafn, Steen Eiler Rasmussen, Sven Risom in Frits Schlegel.
Finska: Gunnar Taucher, Uno Ullberg, Martti Välikangas, J.S. Sirén, Alvar Aalto, Pauli E. Blomstedt, Elsi Borg, Erik Bryggman, Hilding Ekelund, Heikki Siikonen in Oiva Kallio.
Norveška: Lars Backer, Lorentz Ree, Sverre Pedersen, Nicolai Beer, Finn Berner, Harald Hals, Herman Munthe-Kaas, Gudolf Blakstad, Finn Bryn, Jens Dunker in Johan Ellefsen.
Švedska: Ragnar Östberg, Gunnar Asplund, Carl Westman, Sigurd Lewerentz, Carl Bergsten, Sigfrid Ericson, Torben Grut, Ragnar Hjorth, Cyrillus Johansson, Erik Lallerstedt, Gunnar Leche, Sven Markelius, Gunnar Morssing, George Nilsson, Ture Ryberg, Albin Stark, Eskil Sundahl, Lars Israel Wahlman, Sven Wallander, Hakon Ahlberg in Ivar Tengbom.
Čeprav so ti arhitekti navedeni po državah, je v tem obdobju potekala intenzivna kulturna izmenjava med nordijskimi državami (mnogi arhitekti so delovali v več kot eni), hkrati pa tudi precejšen razvoj na področju delovanja arhitekta, od svetovalca do buržoazije do urbanista zadevajo infrastrukturo, stanovanja in javne storitve. Kot je dejal švedski zgodovinar Henrik O. Anderson, je bila to arhitektura demokracije, ne radikalnega avantgardizma. Poleg tega so se druge nordijske države z izjemo Finske izognile vpletanju v prvo svetovno vojno, kar je omogočilo nadaljnji kulturni razvoj.

## Odnos do drugih gibanj
Zanimanje za nordijski klasicizem, zlasti v njegovi najbolj klasični obliki, se je pojavilo v poznih 1970-ih in zgodnjih 1980-ih na vrhuncu postmodernizma, ko so kritiki, zgodovinarji in učitelji arhitekture iskali zgodovinske precedense za arhitekturo takih arhitektov, kot so Michael Graves, Leon Krier in Robert Stern. Nordijski klasicizem je zagotovil ta precedens, zlasti s tako pomembnimi stavbami, kot so kino Scandia Cinema Gunnarja Asplunda v Stockholmu (1924), okrožno sodišče Listers (1917–21), vila Snellman v Djursholmu (1917–18) in Javna knjižnica v Stockholmu (1920–28), kot tudi pokrajina in stavbe pokopališča Skogskyrkogården v Stockholmu (1917–1940) tako Asplund kot Sigurd Lewerentz.
V zvezi z arhitekturnim slogom je bilo več precedensov ali razlogov, ki pojasnjujejo vzpon nordijskega klasicizma. Najprej je bila obstoječa klasična tradicija, ki izvira iz arhitekture absolutizma – to je klasičnih arhitekturnih simbolov moči švedske in danske monarhije – vse do ljudskega jezika, na primer v smislu upoštevanja simetrije, podrobnosti in sorazmerja.
V 19. stoletju je bilo več dejavnikov, ki so prispevali k bolj poenostavljenemu klasicizmu. Nauki J. N. L. Duranda na École polytechnique v Parizu je na začetku 19. stoletja poskušal racionalizirati jezik in gradbene tehnike klasicizma, hkrati pa je dopuščal preproste aditivne kompozicije. Durandovi nauki so se razširili in vstopili v nemško kulturo v obliki romantičnega klasicizma z delom Friedricha Gillyja in Karla Friedricha Schinkla. Znanstveniki so takrat odkrivali ostanke Pompejev in odkrivali uporabo svetlih barv v rimski arhitekturi – vidik, ki je bil v renesansi bolj ali manj pozabljen, ponovno pa so odkrili tudi Grčijo in Egipt. Ti vidiki so bili vključeni v neoklasicizem in se nadaljevali v nordijskem klasicizmu (npr. Thorvaldsenov muzej, København, 1839–48, avtor M. G. Bindesbøll, vključuje egipčanske motive, tako kot Asplundova Javna knjižnica v Stockholmu).
Upoštevati je treba tudi 'kroge reakcije'. Art nouveau in nacionalna romantika sta imela majhen vpliv na Danskem, medtem ko so bile na Švedskem, Norveškem in Finskem prav tako močne reakcije nacionalne romantike. Neoklasicizem je prišel na Finsko prek Sankt Peterburga kot univerzalni jezik, vendar je do konca 19. stoletja začel predstavljati tujo prisotnost – Rusijo. Tudi v Sankt Peterburgu je nastal slog, ki so ga kasneje poimenovali ogoljeni klasicizem. Tako se je, ko so se na Finskem in Norveškem pojavila vznemirjenja politične neodvisnosti, uveljavila robustna, nacionalna romantična arhitektura – lokalna različica secesije – ki se je poigravala z nacionalističnimi miti. Nordijski klasicizem je bil tako protireakcija temu slogu in eklekticizmu nasploh; gibanje k univerzalizmu, internacionalizmu in poenostavitvi.
Številni arhitekti, ki so delali v nordijskem klasičnem slogu, so romali v severno Italijo, da bi preučevali italijansko ljudsko arhitekturo. S tesnimi kulturnimi povezavami v tistem času med nordijskimi državami in Nemčijo je drugi pomemben vir izviral iz nemških kritikov Art nouveauja, zlasti Hermanna Muthesiusa – ki je bil promotor angleškega gibanja umetnosti in obrti in je leta 1907 ustanovil Deutscher Werkbund – in Paul Schultze-Naumburg, kot tudi slednjega študenta Heinrich Tessenow in Peter Behrens.
Po drugi strani pa je razmišljanje v nordijskem klasicizmu postalo ena od osnov za razvoj modernizma v nordijskih državah. Zamisel, da bi obstajala kontinuiteta med ljudskim jezikom in modernizmom, je bila obravnavana kot nasprotna sprejetemu zgodovinskemu mnenju o vzponu modernizma, začenši z Le Corbusierjem in njegovimi 5 točkami za arhitekturo, ki veljajo za prevračanje 5 osnovnih načel klasicizma. Prikaz prehoda od nordijskega klasicizma k čistemu funkcionalizmu v realnem času ponuja zasnova Alvarja Aalta za Viborško knjižnico (1927–35), ki je šla skozi temeljito preobrazbo prvotnega predloga arhitekturnega natečaja leta 1927 (veliko zahvaljujoč Gunnarju Asplundu) v močno funkcionalistično stavbo, dokončano osem let pozneje v purističnem modernističnem slogu, na katerega je vplival Le Corbusier.